# Џуња Ито
Џуња Ито (јап. 伊東 純也; 9. март 1993) јапански је фудбалер.

## Каријера
Током каријере је играо за Ventforet Kofu, Кашива Рејсол и Генк.

## Репрезентација
За репрезентацију Јапана дебитовао је 2017. године. За тај тим је одиграо 7 утакмица и постигао 2 гола.

## Статистика каријере

### Репрезентативна
| Јапан  | Јапан    | Јапан  |
| Година | Утакмице | Голови |
| ------ | -------- | ------ |
| 2017.  | 3        | 0      |
| 2018.  | 4        | 2      |
| 2019.  | 10       | 0      |
| 2020.  | 3        | 0      |
| 2021.  | 9        | 5      |
| 2022.  | 2        | 2      |
| Укупно | 31       | 9      |